# デニス・ポポフ (1999年生のサッカー選手)
デニス・ポポフ（Denys Popov 、1999年2月17日 - ）は、ウクライナ出身の同国代表プロサッカー選手。FCディナモ・キーウ所属。ポジションはDF。

## 経歴

### クラブ
FCディナモ・キーウのアカデミー出身。2017年7月にトップチームに昇格し、2019年4月13日のFCイリチヴェツ・マリウポリ戦でトップチームデビューを果たした。

### 代表
各年代でウクライナ代表に選出されている。2019年に参加したFIFA U-20ワールドカップでは6試合で3得点を挙げ、代表史上初の同大会制覇に大きく貢献した。
2021年5月23日、バーレーン代表とのフレンドリーマッチでフル代表デビュー。

## タイトル

### クラブ
ディナモ・キエフ
- ウクライナ・プレミアリーグ: 2020-21
- ウクライナ・カップ: 2019-20, 2020-21
- ウクライナ・スーパーカップ: 2018, 2019, 2020

### 代表
U-20ウクライナ
- FIFA U-20ワールドカップ: 2019[6]